# Thời đại Tam Sơn
Thời đại Tam Sơn (三山時代 Tam Sơn thời đại, Sanzan-jidai) 1322－1429） là một giai đoạn trong lịch sử của quần đảo Ryukyu (Lưu Cầu). Thế kỷ 14, trên đảo chính Okinawa đã xuất hiện ba quốc gia là Vương quốc Nam Sơn (Nanzan, cũng xưng là Sơn Nam), vương quốc Trung Sơn (Chūzan) và vương quốc Bắc Sơn (Hokuzan, cũng gọi là Sơn Bắc), tồn tại tương ứng tại cực nam, trung nam và phía bắc của đảo. Trong tam quốc, Trung Sơn là nước mạnh nhất còn Bắc Sơn là nước yếu nhất.

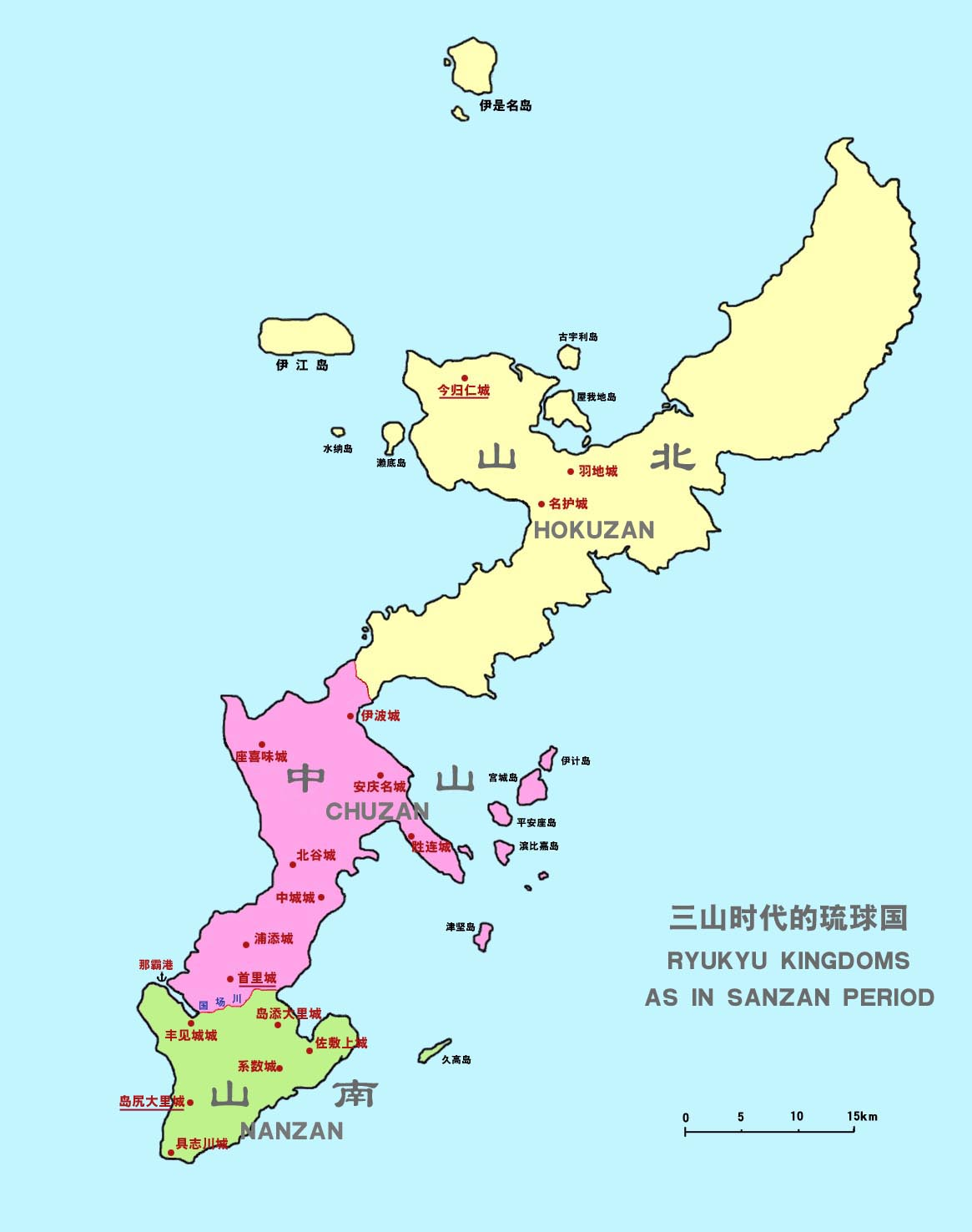
Bắc Sơn
Trung Sơn
Nam Sơn

Căn cứ theo Trung Sơn thế giám (Chūzanseikan) của Vương quốc Lưu Cầu, Minh thực lục của Trung Quốc và Triều Tiên vương triều thực lục (Joseon Wangjo Sillok) ghi lại, vương quốc Trung Sơn lấy thành Thủ Lý (Shuri) làm trung tâm, bao gồm các thành Urasoe, Shuri, Na Ha, Chatan, Yomitan, Goeku, Nakagusuku, Katsuren và Gushikawa, tạo thành một tuyến biên giới phía nam sông Kokubagawa- Yonabaru với vương quốc Nam Sơn, biên giới phía bắc với vương quốc Bắc Sơn là eo đất Nakadomari. Vương quốc Nam Sơn lấy thành Đại Lý (Ōzato) làm trung tâm, bao gồm các thành Ozato, Sashiki, Chinen, Tamagusuku, Gushikami, Kochinda, Shimajiri Ozato, Kyan, Mabuni, Makabe, Kanegusuku, Tomigusuku, nay là vùng cực nam đảo Okinawa ở phía dưới của tuyến sông Kokubagawa- Yonabaru. Vương quốc Bắc Sơn lấy thành Kim Quy Nhân (Nakijin) làm trung tâm, bao gồm các thành Haneji, Nago, Kunigami, Kin, Ie, Iheya. Vương quốc Bắc Sơn nằm ở phía bắc của eo đất Nakadomari cùng một số đảo lân cận như Ie, Iheya.
Năm 1372, Minh Thái Tổ phái thuyền đến Tam Quốc Lưu Cầu để phát chiếu dụ, Satto (Sát Độ) của Trung Sơn củng cố địa vị thống trị của mình và phái đệ là Thái Kỳ đi sứ sang Minh và xưng thần với Minh triều. Minh Thái Tổ lại phái thuyền sang để sắc phong vương vị. Sau đó, vua Bắc Sơn là Haniji (Phạ Ni Chi) và vua Nam Sơn là Ofusato (Thừa Sát Độ) cũng sang triều cống Minh triều và nhận sắc phong, và nhận được sự bảo vệ trước giặc Uy khấu (cướp biển Nhật Bản). Như vậy, cả ba vương quốc đều trở thành nước phiên thuộc của nhà Minh.
Năm 1392, do thuyền của sứ giả vượt biển gặp nhiều nguy hiểm，Minh Thái Tổ hạ lệnh cho Phúc Kiến cho 36 thợ thuyền sang Lưu Cầu. Giúp các nước đóng thuyền lớn.
Năm 1406, vua Bunei (Vũ Trữ) của Trung Sơn bị Shō Hashi (Thượng Bá Chí) lật đổ. Năm 1416, Thượng Bá Chí diệt Bắc Sơn, Năm 1429, diệt Nam Sơn. Thời đại Tam Sơn đến đây kết thúc.

## Danh sách vua thời đại Tam Sơn
- Vương quốc Trung Sơn （Vương triều Sát Độ）

1. Satto (Sát Độ) 1350-1395
2. Bunei (Vũ Trữ) 1396-1405 （con trai Satto, bị Shō Hashi lật đổ）

- Vương quốc Nam Sơn （Vương triều Đại Lý）

1. Ofusato (Thừa Sát Độ, 承察度) 1337-1398
2. Oueishi (Uông Anh Tử, 汪英紫) 1399-1402 （chú của Ofusato）
3. Ououso (Uông Ứng Tổ, 汪応祖) 1403-1413 （con thứ của Oueishi）
4. Tafuchi (Đạt Bột Kỳ, 達勃期) ?-1414 （con trưởng của Oueishi）
5. Taromai (Tha Lỗ Mỗi, 他魯毎) 1415-1429 （con trưởng của Ounouso）

- Vương quốc Bắc Sơn（Vương triều Phạ Ni Chi）

1. Haniji (Phạ Bi Chi, 怕尼芝) 1322-1395
2. Min (Mân, 珉) 1396-1400 （con trưởng của Haniji）
3. Hananchi (Phàn An Tri, 攀安知) 1401-1416 （con trưởng của Min）